# Adrien Pichard
Pour les articles homonymes, voir Pichard.
Adrien Pichard, né le 30 juin 1790 à Lausanne et mort le 25 juillet 1841 dans la même ville, est un urbaniste et un ingénieur pionnier de l'aménagement routier à Lausanne et dans le canton de Vaud.

## Biographie
Il est le fils de François-Ferdinand-Gabriel Pichard, d'Yverdon (pasteur, diacre en 1788 et professeur de théologie à l'Académie de 1800 à 1809), et de Charlotte Pidou, sœur du landaman Auguste Pidou et nièce du Dr Samuel Auguste Tissot. Adrien naît deux ans après son frère Samuel.
Adrien Pichard s'inscrit au Collège académique. En octobre 1807, il quitte Lausanne pour Paris, étant le premier élève suisse à être autorisé à étudier à l'École polytechnique de France, institution prestigieuse dans laquelle il passe deux ans avant d'entrer à l'École impériale des Ponts et Chaussées. Il en sort diplômé deux ans plus tard, après des stages sur des chantiers de génie civil en Picardie et en Belgique. En 1813, il est nommé ingénieur de l'arrondissement de Castelnaudary en Languedoc, responsabilités qu'il assume durant les années troublées de la fin du règne de Napoléon, jusqu'en 1817. Pour s'assurer la possibilité d'une carrière en France, il se fait naturaliser en juin 1817.
Mais la même année, il est appelé par le Gouvernement vaudois pour devenir ingénieur cantonal (« ingénieur adjoint au Conseil d'État ») et inspecteur cantonal des bâtiments. Les autorités françaises lui ayant accordé un congé illimité, il rentre à Lausanne. En début de carrière, il est non seulement responsable des routes, en sa qualité d'ingénieur des ponts et chaussées, mais il a également la charge de l'ensemble bâtiments cantonaux en qualité d'architecte de l'État (à ce titre il construit le pénitencier de Béthusy), et doit superviser également l'ensemble des travaux hydrauliques (corrections fluviales et assainissement de plaines marécageuses). Peu à peu, il parviendra à clarifier l'organisation des services administratifs de l'État et à se décharger de ses tâches annexes pour se concentrer entièrement sur les routes.
Il est connu tout particulièrement pour son apport à de nouvelles voies de communication réparties dans l'ensemble du canton de Vaud, notamment dans des régions précédemment très mal desservies, comme le Vully ou la contrée d'Oron, ou encore dans des régions de montagne comme Saint-Cergue, Sainte-Croix, les hauts de Vevey jusqu'à Châtel-Saint-Denis, la vallée des Ormonts ou le Pays d'Enhaut. Son chef-d’œuvre, cependant, est la remarquable « ceinture Pichard » à Lausanne (voir- ci-dessous).
Il est membre du Comité d'études pour une liaison entre le lac Léman et Yverdon, présidé par Vincent Perdonnet. Il participe en outre à l'étude du niveau hydraulique du Léman (niveau que les Vaudois accusent de monter progressivement en raison d'installations hydrauliques établies à la sortie du lac à Genève, empêchant un écoulement normal du Rhône). De même, il étudie la correction du cours du Rhône, et celui de la Baye de Clarens (torrent à l'époque encore très dangereux)  ainsi que l'assèchement de la plaine de la Broye en marge de la Correction des eaux du Jura.
En 1819, il participe à la fondation du Cercle littéraire avec Frédéric-César de La Harpe, Auguste Pidou, Vincent Perdonnet et Charles Monnard. Le 10 mai 1822, il épouse à Villette Julie-Aimée-Françoise Mouron, de Chardonne. Ils auront trois filles et un garçon, tous morts jeunes.
Pichard est également membre de la Direction des mines. Président de la Société d'utilité publique de 1834 à 1837, il participe aux discussions sur le paupérisme, l'éducation et l'industrie.

### Laceinture Pichardautour de Lausanne, avec le Grand-Pont
Adrien Pichard cherche à relier la route de Berne à celle d'Yverdon. La topographie accidentée de la ville rend toute amélioration des chemins existants impossible. En 1836, il dessine un plan de la traversée de Lausanne et propose de nouvelles artères sur "le terrain hors des murs", afin d’entourer la ville d’une route à faible dénivellation. Pour y arriver, deux ouvrages d’art sont nécessaires : un tunnel sous le quartier de la Barre et un pont sur le Flon, dont la construction relierait l'est et l'ouest de la ville. Il propose plusieurs projets, dont deux ponts à 6 arches (arc plein cintre ou ogive), un pont incliné à 2 étages d’arches, trois ponts suspendus en fil de fer, un pont en pierre et un pont à niveau. C'est ce dernier qui sera finalement construit. Le 19 décembre 1836, le Grand Conseil ratifie une convention entre la ville de Lausanne et le canton. Elle détermine la construction de routes cantonales aux abords de Lausanne et la traversée occidentale de la ville.
Pichard suit les premières années du chantier, commencé en 1839, mais, malade, meurt en plein travail, le 25 juillet 1841. Le pont à niveau qu'il avait projeté et dont il avait dessiné les plans, traversant la vallée du Flon à la hauteur de la place Saint-François, prend son nom pendant quelques années, avant d'être renommé Grand-Pont quelques années plus tard.
Après sa mort, son adjoint William Fraisse lui succède au poste d'ingénieur cantonal, mais l'achèvement du deuxième étage du Grand-Pont est exclusivement confié à l'architecte Henri Perregaux. Le pont est opérationnel en 1844).
Le percement du tunnel de la Barre sera, lui, effectué par Victor Dériaz et Georges Krieg.

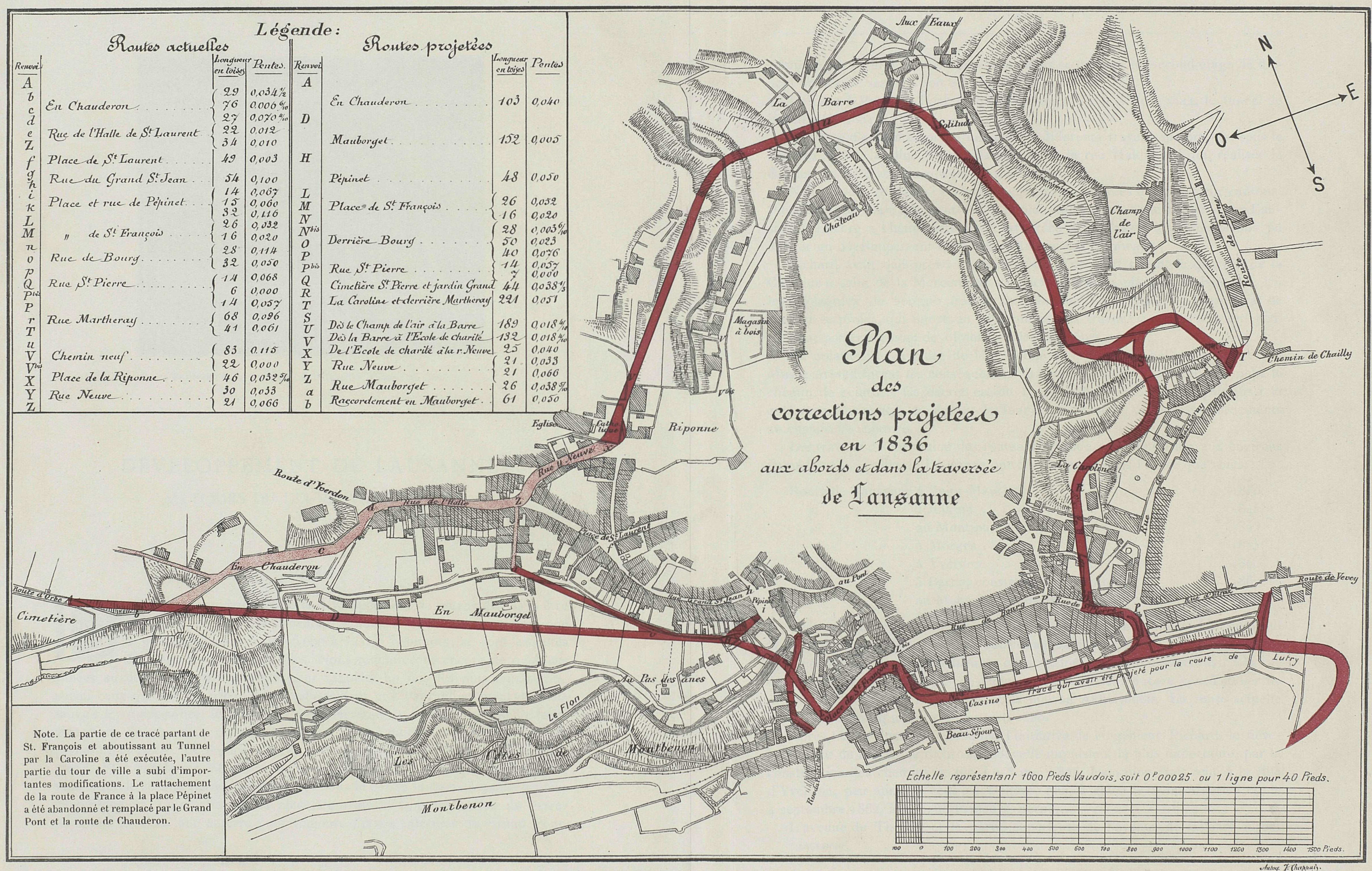
Tracé de la "ceinture Pichard" tel que projeté en 1836.
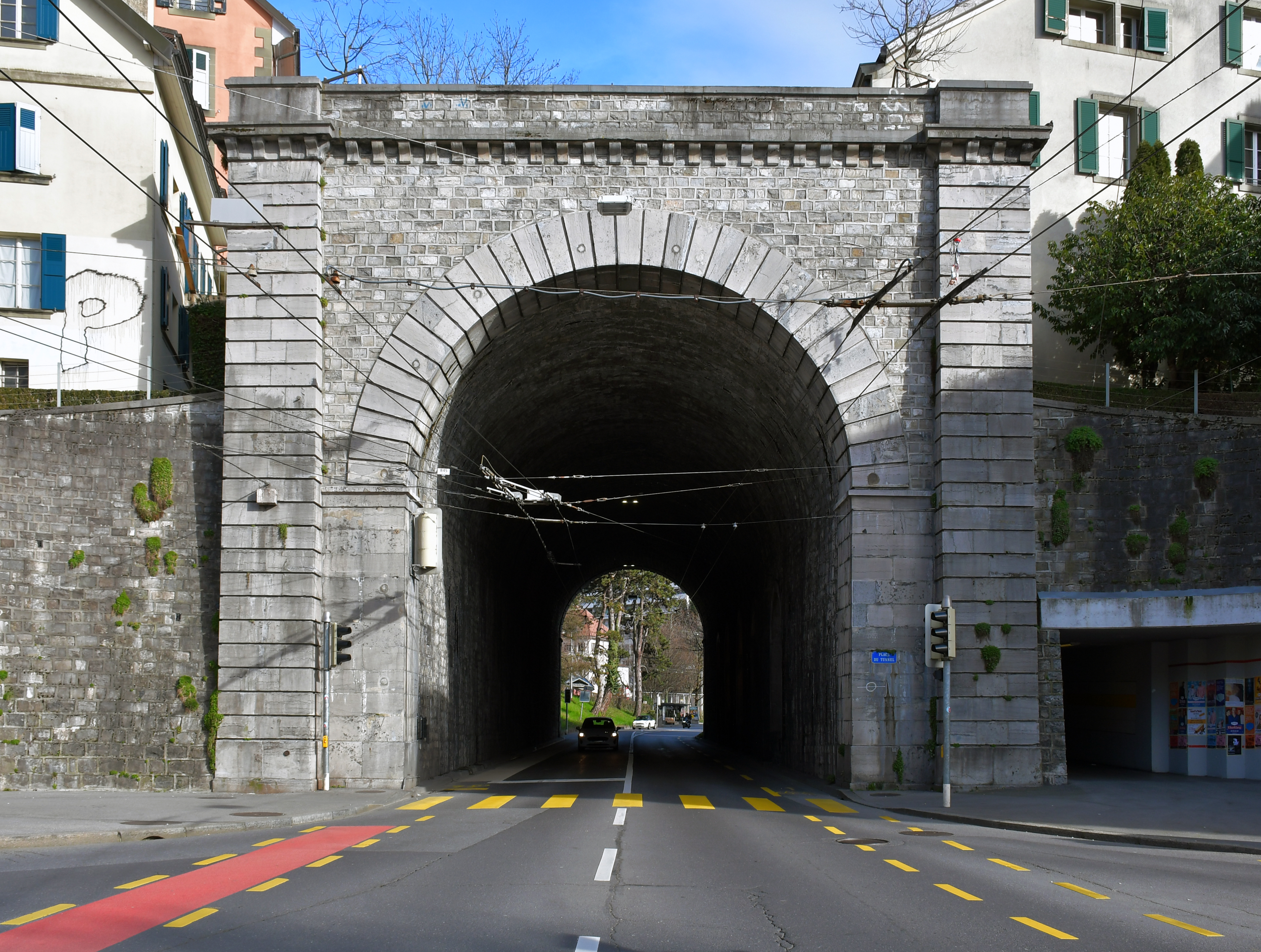
Le tunnel de la Barre.
Le Grand-Pont vers 1885.
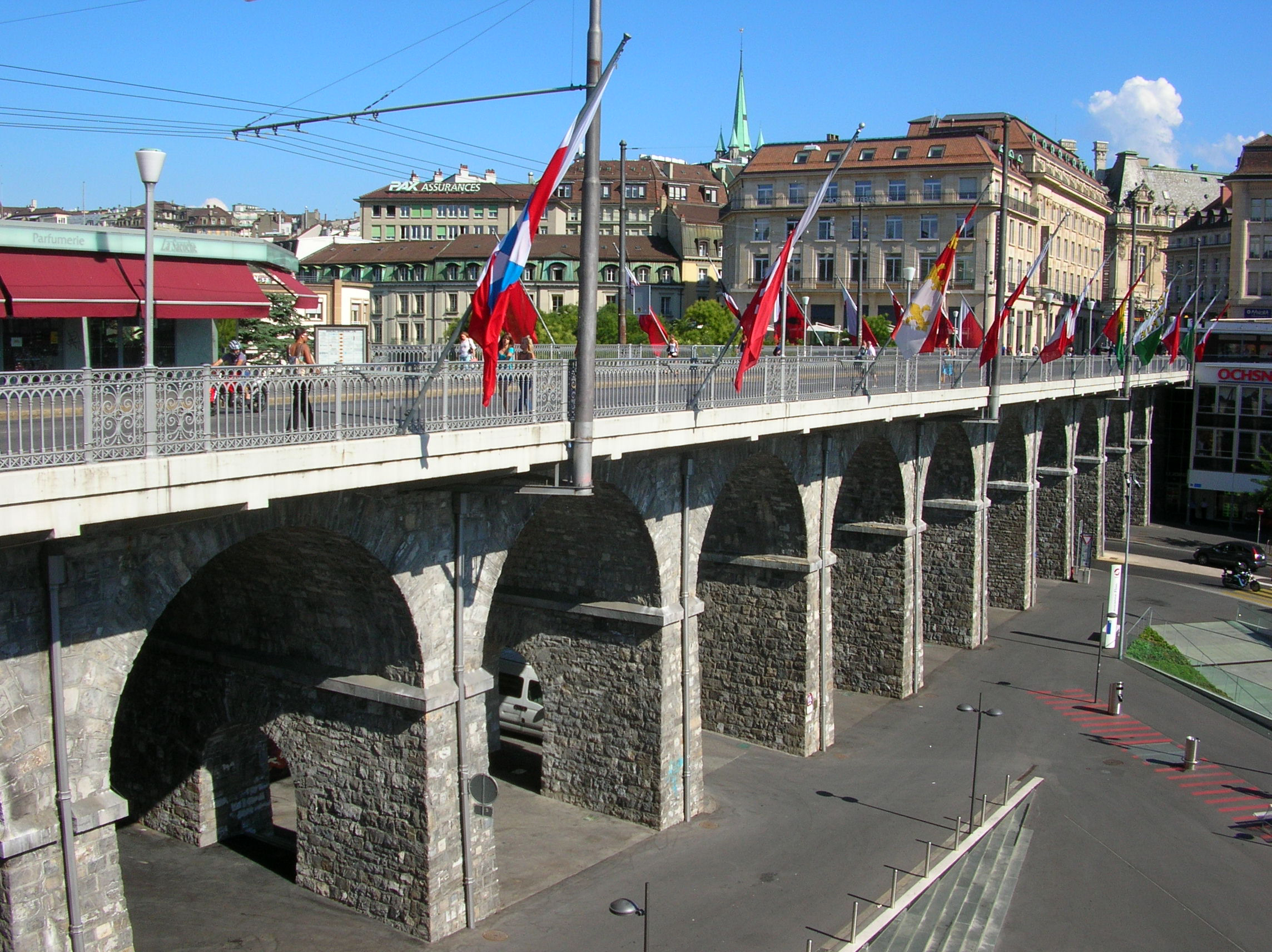
Le Grand-Pont en 2009.

## Distinctions
En raison des bons services rendus comme ingénieur en Languedoc, Pichard est décoré par deux fois du ruban de la Fleur de lys, créé en 1814 sous Louis XVIII pour encourager la fidélité aux Bourbons. Naturalisé Français en juin 1817, Pichard est alors promu au rang d'ingénieur de seconde classe. Enfin, Louis-Philippe Ier lui donne le 17 novembre 1834 le titre d'ingénieur en chef honoraire du Corps royal des Ponts et Chaussées.

## Toponymie
- Lausanne possède depuis 1912 une rue Adrien-Pichard, allant du Grand-Pont à la rue William-Haldimand, sur décision de 1909.
- Le Grand-Pont, avant de prendre son nom actuel, s'appelait Pont Pichard.

## Archives
- Fonds : Pichard (Adrien) (1633-1978) [3.05 mètres linéaires].  Cote : CH-000053-1 P Pichard. Archives cantonales vaudoises (présentation en ligne).